# Piekoszów
Piekoszów – miasto w Polsce położone w województwie świętokrzyskim, w powiecie kieleckim, w gminie Piekoszów.
W latach 1975–1998 miejscowość administracyjnie należała do województwa kieleckiego.
Miejscowość jest siedzibą gminy Piekoszów.
Piekoszów jest punktem początkowym czarnego szlaku turystycznego prowadzącego do Zgórskich Gór oraz niebieskiej ścieżki rowerowej prowadzącej poprzez okoliczne wsie.
Przez miasto przebiega linia kolejowa nr 61 Kielce – Fosowskie. W pobliżu miejscowości znajduje się przystanki osobowe Piekoszów i Piekoszów Łaziska. Dojazd z Kielc zapewniają autobusy komunikacji miejskiej linii nr 18 i 28.
W miejscowości działał Kielecki Kombinat Ogrodniczy w Piekoszowie koło Kielc oraz Państwowe Gospodarstwo Rolne Piekoszów.

## Części miasta
| SIMC    | Nazwa      | Rodzaj       |
| ------- | ---------- | ------------ |
| 0261752 | Stara Wola | część miasta |

## Historia
Z analizy dokumentów dotyczących świętopietrza wynika, że Piekoszów istniał już w 1337 roku i był parafią zasiedloną przez 240 osób. W 1366 roku istniał tu na pewno murowany z tutejszego kamienia i cegły kościół pw. św. Jakuba Apostoła. Świątynia została rozebrana w 1879 r. (stała między obecnym kościołem a plebanią). W roku 1423 Piekoszów nosił nazwę Pąkossów, w 1511 Pyckoschów, w 1521 Pyakoschów, zaś od roku 1694 już w dzisiejszym brzmieniu. W XVI wieku funkcjonowała w Piekoszowie szkółka parafialna. Wieś leżąca w powiecie chęcińskim województwa sandomierskiego należała w XVI wieku do Tarłów. W 1705 roku trafił tu obraz łaskami słynący Matki Bożej z Dzieciątkiem. Stara świątynia niszczejąc stwarzała bardzo poważne niebezpieczeństwo dla pielgrzymów. Nowa, budowana z kłopotami od 1807 roku, została konsekrowana 2 czerwca 1884 r. przez bp. sandomierskiego Antoniego Sotkiewicza.
28 sierpnia 1944 roku 2 Brygada Armii Ludowej Ziemi Kieleckiej "Świt" dokonała ataku na garnizon ochrony torów kolejowych. Zginęło kilkudziesięciu hitlerowców.
W czasie okupacji niemieckiej mieszkająca we wsi rodzina Walczyńskich udzieliła pomocy Mojżeszowi Majerowi, Judce Baum, Dawidowi i Judce Bekierman, Mojżeszowi Pozyckiemu. W 2012 roku Instytut Jad Waszem podjął decyzję o przyznaniu Józefowi i Mariannie Walczyńskim tytułu Sprawiedliwych wśród Narodów Świata.

## Otrzymanie statusu miasta (2023)
Rada gminy Piekoszów na sesji 30 czerwca 2020 podjęła uchwałę w sprawie podjęcia procedury zmierzającej do nadania Piekoszowowi statusu miasta. 12 radnych głosowało za, a 2 się wstrzymało od głosu. Nikt nie był przeciwny. 24 września 2020 wydano uchwałę w sprawie przeprowadzenia konsultacji. Pierwotny termin konsultacji społecznych w sprawie nadania statusu miasta (19 października 2020–30 listopada 2020) został przełożony na dni 15 kwietnia–31 maja 2021, a wreszcie na 4–31 maja 2021. W konsultacjach udział wzięło 3212 osób (25% uprawnionych), z czego 2267 uczestników konsultacji było za nadaniem statusu miasta (70,6% głosujących), przeciwnych było 711 osób (22,1% głosujących), wstrzymało się 208 osób (6,5%), a głosów nieważnych oddano 26 (0,8%). Podczas sesji w dniu 8.03.2022, na podstawie wyników konsultacji społecznych w 2021 roku, Rada Gminy Piekoszów podjęła uchwałę o wystąpieniu z wnioskiem o nadanie statusu miasta Piekoszowowi. 1 stycznia 2023 doszło do nadania takiego statusu.

## Zabytki

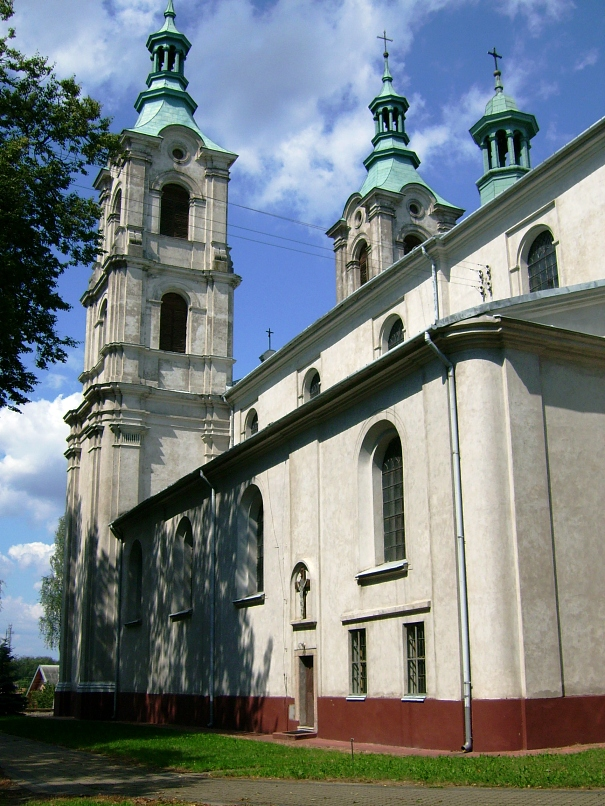
Piekoszowskie sanktuarium (2012)

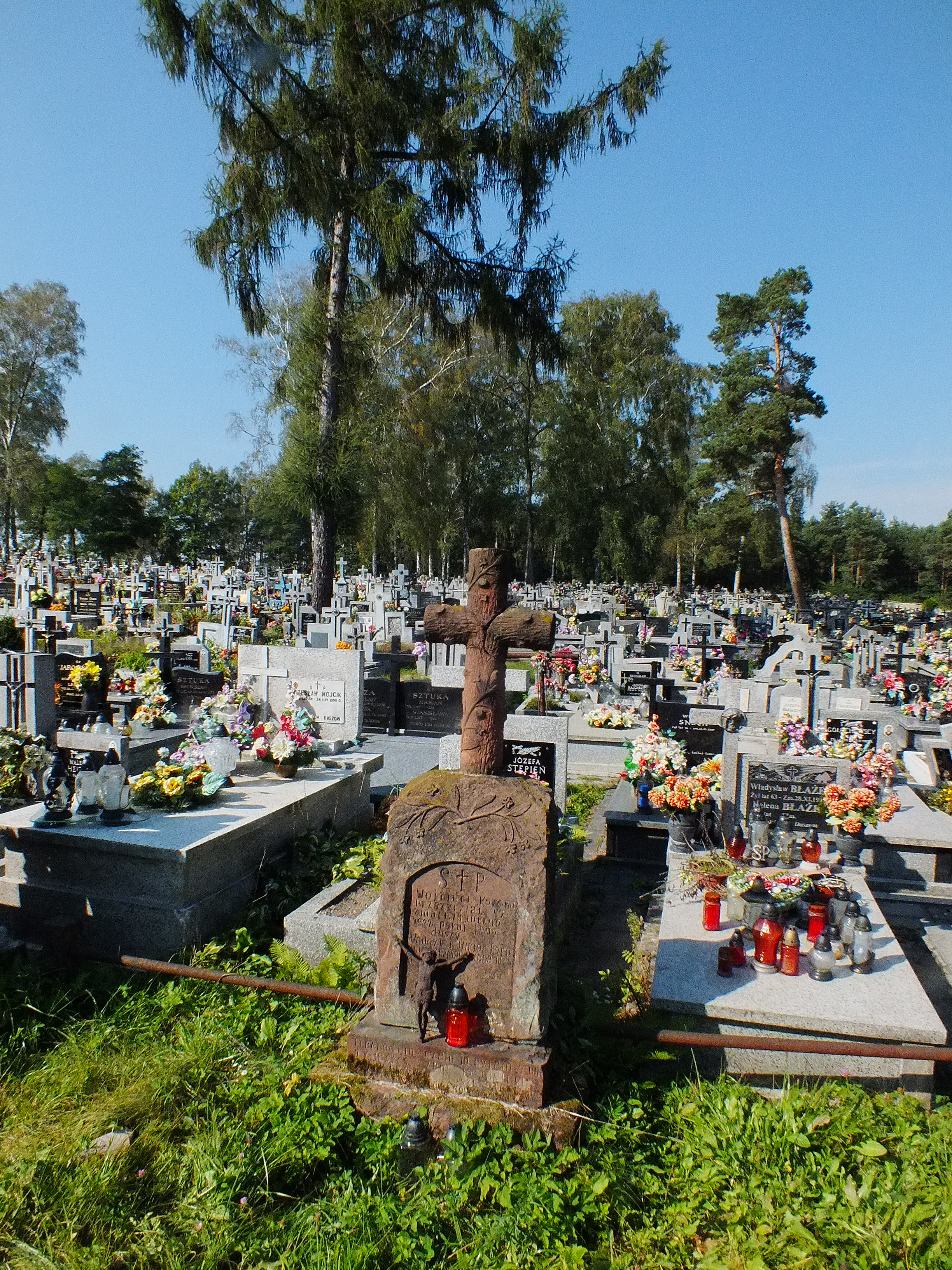
Cmentarz parafialny w Piekoszowie (2014)

- Sanktuarium w Piekoszowie z cudownym, XVII-wiecznym obrazem Madonny z Dzieciątkiem. Piekoszów należał w XIV wieku do rodziny Odrowążów, której staraniem został wybudowany w 1366 roku pierwszy kościół pod wezwaniem św. Jakuba Apostoła. Obecny, trójnawowy kościół pw. Narodzenia Najświętszej Maryi Panny zbudowano w XIX wieku.

Wpisany do rejestru zabytków nieruchomych (nr rej.: A.441 z 16.10.1956 i z 28.10.1971).
- Cmentarz parafialny (nr rej.: A.442 z 9.09.1992)[18].

## Przyroda
- Kamieniołom Stokówka (Gałęzice) – jedno z nielicznych miejsc w regionie, gdzie trenować można wspinaczkę skałkową. Wyznaczonych jest tu ponad 70 dróg wspinaczkowych[19], z czego większość posiada kompletną asekurację wraz ze stanowiskami zjazdowymi. Wysokość ścian (do stanowisk) waha się od 12 m – 15 m. Długości dróg wynoszą 8-15 m, a ich trudności mieszczą się w granicach od III do VI.5. W wapiennych skałach Stokówki znajdują się liczne żyły kalcytu.

- Rezerwat „Moczydło” – góra (317 m n.p.m.) położona w Jaworzni. Biegną pod nią chodniki staropolskiej kopalni srebronośnego kruszcu ołowiu zwanego galeną. Poprzecinana jest licznymi wyrobiskami. Można tu znaleźć stare sztolnie, odsłonięcia skał, i z interesującymi zjawiskami mineralizacji. Jest rezerwatem przyrody nieożywionej o pow. 16,21 ha. Utworzony on został celem zachowania dla potrzeb naukowych i dydaktycznych wychodni i odsłonięć skał, w obrębie których zachowały się liczne i wyjątkowo dobrze zachowane pozostałości historycznego górnictwa kruszcowego. (317 m n.p.m.)

- Rezerwat „Góra Miedzianka” (Zajączków) – najwyższego wzniesienia Pasma Chęcińskiego. Wieńczą go trzy skalne szczyty, położone w odległości kilkudziesięciu metrów jeden od drugiego (zachodni 365 m, środkowy 353 m i wschodni 349 m n.p.m.). W swoim wnętrzu kryje chodniki starych kopalni miedzi oraz naturalne jaskinie. Suma długości wszystkich korytarzy wynosi około 5 km.

## Burmistrzowie Piekoszowa
- Tadeusz Dąbrowa (wójt) (1990-2012)
- Zbigniew Piątek (wójt) (2013-2023)

Nadanie praw miejskich
- Zbigniew Piątek (2023-2024)
- Teresa Jakubowska (2024-nadal)